# Густафссон, Роланд
Роланд Густафссон (родился в 1952 году) — с 2010 года епископ и глава Миссионерской провинции, бывший директор и секретарь миссии «Верные Библии друзья».

## Биография
Роланд Густафссон изучал теологию в Осло (1974—1979 годы). Затем он был направлен в качестве миссионера в Евангелическо-лютеранскую церковь Кении, где работал в качестве преподавателя в духовной семинарии в Матонго с 1980 по 1991 год. С 1991 года по 2010 год возглавлял миссию «Верные Библии друзья». С 2005 года преподаёт миссиологию в Гётеборге.
В конце ноября 2009 года Густафссон был избран епископом Миссионерской провинции. 16 января 2010 года он был рукоположён в сан пастора, а 27 марта 2010 года — в сан епископа.
В 2019 году вышел на пенсию. Преемником Густафссона на посту епископа Миссионерской провинции стал Бенгт Одаль.